# NGC 3060
NGC 3060 (również PGC 28680 lub UGC 5338) – galaktyka spiralna (Sb), znajdująca się w gwiazdozbiorze Lwa. Odkrył ją William Herschel 14 stycznia 1787 roku.
W galaktyce tej zaobserwowano supernową SN 2009am.